# 浄水セット・逆浸透2型
浄水セット・逆浸透2型（じょうすいセット・ぎゃくしんとう2がた）は、陸上自衛隊の後方支援部隊に配備されている水道施設の無い場所での飲料水の造水を行う需品科装備である。

## 概要
従来の浄水セット・逆浸透型では淡水しか処理できず、災害時に土砂の流入で淡水が使用できない場合や島嶼部など淡水が不足する場合には海水も浄化する装置が必要とされた。そのため、2010年度の開発機、2013年度の量産機ともNECファシリティーズが落札し、2014年度に装備化された。本セットでは淡水だけでなく海水、ヘドロの堆積した沼地、汚染水を含めたあらゆる水を濾過して飲料水にできるようになった。また、-30℃から+60℃までの外気温で運用可能。
3 1/2tトラックの荷台に発電機と浄化装置、ポンプやホースなどの必要機材が固定されていて、水源さえあれば外部電源がなくても浄化できる。なお、トラックで行けないところには大型輸送機やヘリコプターで輸送して運用できる。国際平和協力活動や災害派遣で活用される。野外炊具や野外入浴セット、野外手術システムと併せて使用すると大きな効果を発揮する。

## 構成
- 水処理装置[4]
  - ディスク式除濁（長毛濾過）装置:ごみ、砂などの除去
  - 限外濾過器:微粒子、細菌などの除去（原水の濁度:200mg/l以上に対応）
  - 逆浸透濾過器:溶解性物質の除去（フィルター構成:0.01μm）
- 揚水装置:揚水ポンプ
- 貯水装置:貯水タンク
- 車体部:3 1/2tトラック
- その他発電機、水質検定セット、凍結防止器材

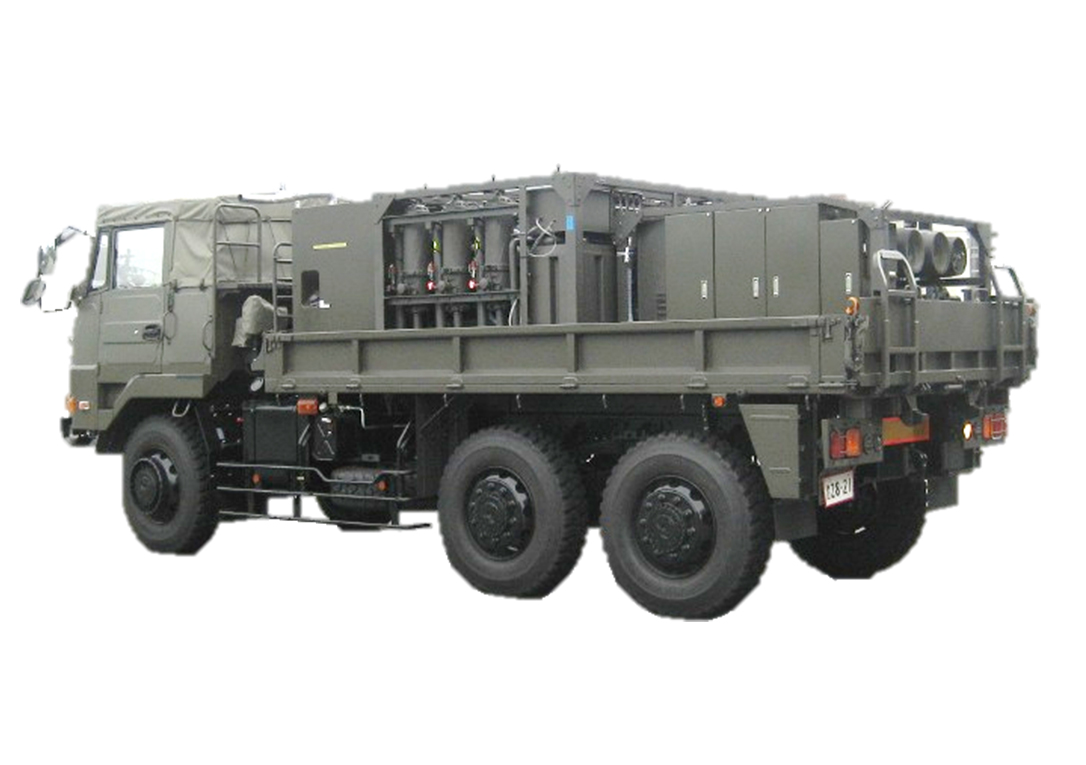
車載時
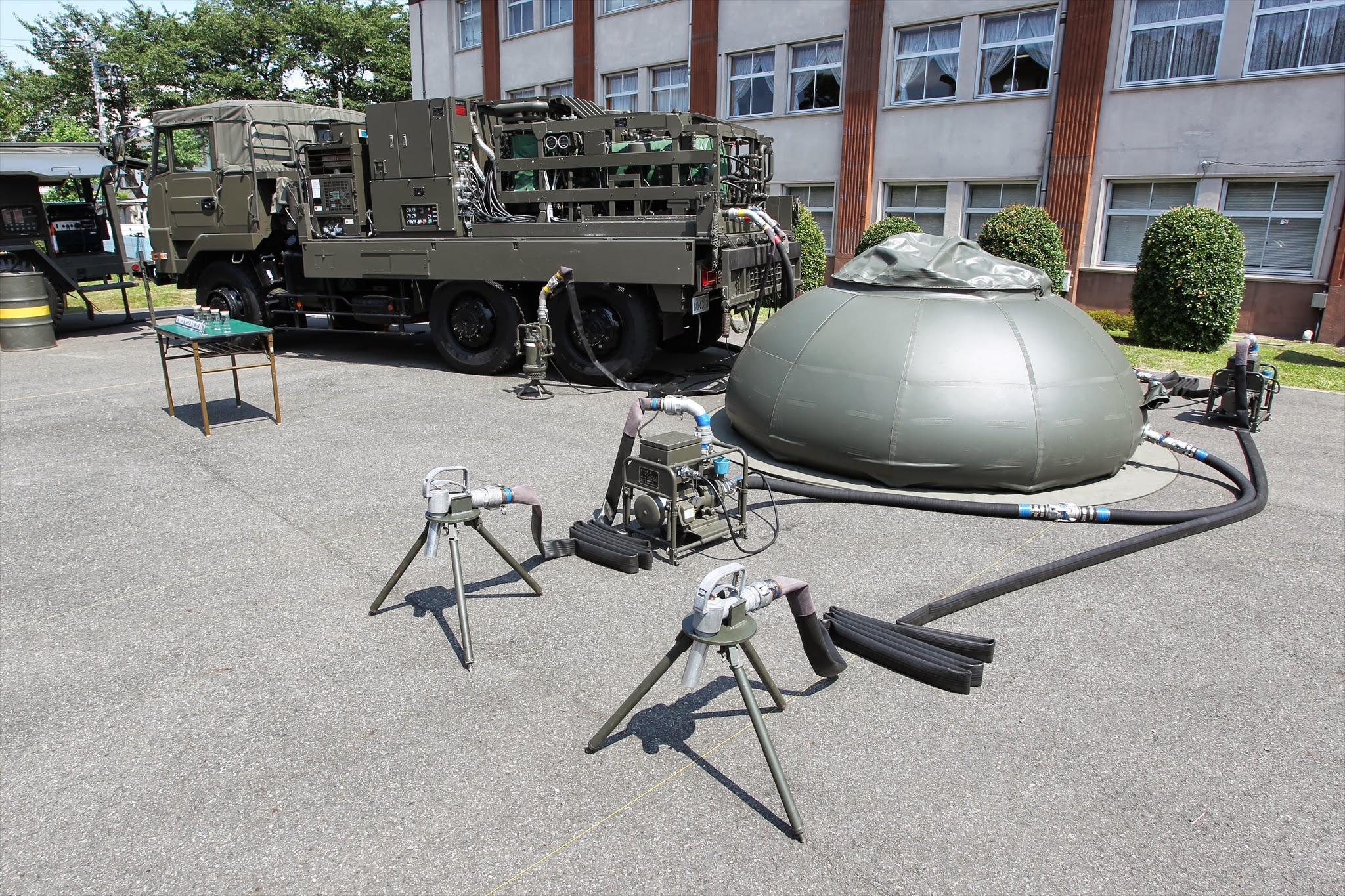
作業時

## 能力
- 浄水能力[4]
  - 淡水70m3/日以上（約35,000人分）
  - 海水30m3/日以上（約15,000人分）
- 揚水能力:揚程18m
- 揚水量:9m3/h
- 貯水能力:10m3（5m3タンク×2）
- 外気温:-30℃～ 60℃で使用可能
- 分割:3分割可能（ヘリコプターで移動可能）
- 対強度性:最大重力加速度3Gに耐える
- 製作:NECファシリティーズ